# 知多鋼業
知多鋼業株式会社（ちたこうぎょう、英: Chita Kogyo Co.,Ltd.）は、愛知県春日井市前並町2丁目12番地4に本社を置く独立系ばねメーカーである。
各種線ばね、薄板ばね、パイプ成形加工品など自動車、オートバイ用部品が主力だが、産業用機械や歯科医療品分野にも進出している。

## 沿革
- 1946年（昭和21年）11月 - 「知多鋼業所」として創業[4]。
- 1956年（昭和31年）3月10日 - 「知多鋼業株式会社」を設立[4]。
- 1960年（昭和35年）10月 - 名古屋市西区において、知多鋼業所を継承して知多鋼業株式会社を設立。線ばね、薄板ばね、ボルト、ナット、自動車金具の製造販売を開始。
- 1967年（昭和42年）2月 - 愛知県春日井市前並町に春日井工場を開設。各種線ばね、パイプ成形加工品及び切削加工品などの製造を行う。
- 1969年（昭和44年） - 本社を愛知県海部郡甚目寺町(現・あま市)に移転。
- 1973年（昭和48年）5月 - 愛知県海部郡飛島村に知多ゴム工業株式会社を設立(現・連結子会社)
- 1978年（昭和53年）8月 - 名古屋市中区に知多鋼材株式会社を設立(後に中村区に移転)(現・連結子会社)。
- 1979年（昭和54年）8月 - 日本証券業協会に店頭登録[4]。
- 1981年（昭和56年）10月 - 名古屋証券取引所市場第二部に株式を上場[4]。
- 1982年（昭和57年）8月 - 春日井市神屋町に神屋工場を開設。精密小物ばねの増産を開始。
- 1987年（昭和62年）3月 - 神屋工場に第二工場を増設。パイプ成形加工品の増産を開始。
- 1991年（平成3年）7月 - 愛知県海部郡甚目寺町(現・あま市)に本社事務所を新設。
- 1992年（平成4年）4月 - 本社工場にバレル研磨工場を増設。
- 1993年（平成5年）11月 - 神屋工場に第三工場を増設。中物ばねの増産を開始。医療用具の製造許可を取得。
- 1994年（平成6年）3月 - 石川県小松市に小松営業所を開設。
- 1994年（平成6年）9月 - 春日井工場に製品倉庫を増設。
- 1996年（平成8年）2月 - タイ王国において合弁会社Siam Chita Co.,Ltd.を設立。
- 1996年（平成8年）9月 - TPM優秀賞第一類を受賞。
- 1999年（平成11年）5月 - 岐阜県各務原市各務東町に各務原工場（現・各務原東工場）を開設。線ばねの増産を開始。
- 1999年（平成11年）6月 - 春日井工場線ばね部門で「ISO9001」の認証取得。
- 2000年（平成12年）6月 - 本社工場、各務原工場（現・各務原東工場）で「ISO9001」の拡大認証取得。
- 2001年（平成13年）6月 - 神屋工場線ばね部門で「ISO9001」の拡大認証取得。
- 2001年（平成13年）8月 - 各務原工場（現・各務原東工場）に第二工場を増設。薄板ばねの増産と防振ゴムの製造を開始。
- 2002年（平成14年）5月 - 「ISO14001」の認証取得。
- 2003年（平成15年）5月 - 米国ケンタッキー州において子会社US Chita Co.,Ltd.を設立(現・連結子会社)。
- 2003年（平成15年）6月 - 春日井工場パイプ部門、各務原工場（現・各務原東工場）第二工場で「ISO9001」の拡大認証取得。
- 2004年（平成16年）6月 - 知多ゴム工業株式会社で「ISO9001」の拡大認証取得。
- 2007年（平成19年）1月   - 岐阜県各務原市各務東町に各務原西工場を開設。（本社工場及び春日井工場のパイプ部門を移管）
- 2008年（平成20年）8月 - インドネシア共和国において子会社PT.CHITA INDONESIAを設立(現・連結子会社)。
- 2009年（平成21年）2月 - 愛知県春日井市前並町2丁目12番地4に本社を移転[4]。
- 2013年（平成25年）1月 - チェコ共和国において合弁会社KYB CHITA Manufacturing Europe s.r.o を設立。
- 2015年（平成27年）4月 - 中華人民共和国において子会社 知多弾簧工業(鎮江)有限公司を設立(現・連結子会社)。
- 2019年（令和元年）5月 - 「JIS9100」の認証取得。（本社・春日井工場）[5]
- 2025年（令和7年）
  - 3月25日 - カヤバ株式会社による株式公開買付けが成立[6]。
  - 5月8日 - 名古屋証券取引所メイン市場上場廃止[1]。
  - 5月12日 - 株式売渡請求により、カヤバの完全子会社となる。

## 事業所
- 本社（愛知県春日井市）[7]
- 春日井工場（愛知県春日井市）[7]
  - 二輪・四輪車用の線ばねを生産
- 神屋工場（愛知県春日井市）[7]
  - 線ばね、パイプ成形加工品を生産
- 各務原西工場（岐阜県各務原市）[7]
  - 薄板ばね、パイプ成形加工品を生産
- 各務原東工場（岐阜県各務原市）[7]
  - 線ばね、防振ゴムを生産
- 小松営業所（石川県小松市）[8]

## 関連会社
- 知多ゴム工業株式会社（愛知県海部郡）[9]
- 知多鋼材株式会社（愛知県名古屋市）[9]
- 株式会社各務工業（岐阜県関市）
- Siam Chita Co.,Ltd.（タイ）[9]
- US Chita Co.,Ltd.（アメリカ）[9]
- PT.CHITA INDONESIA（インドネシア）[9]
- KYB CHITA Manufacturing Europe s.r.o.（チェコ）[9]
- 知多弾簧工業(鎮江)有限公司（中国）[9]